# Ynetnews
Ynetnews je Izraelský anglicky psaný internetový zpravodajský portál fungující od roku 2005.
Byl spuštěn roku 2005 jako sesterský portál hebrejského zpravodajského portálu Ynet.  Je vlastněn společností Yedioth Media Group, která vydává jeden z nejčtenějších tištěných deníků v Izraeli, list Jedi'ot achronot. Redakčně je ale na tomto listu nezávislý.